# Дукс
Дукс (dux), значење на латиском језику: „вођа“. У време древног Рима, дукс је имао команду над две или више легија које су се налазиле у одређеној провинцији.
Титула дукс могла се односити и на конзула или императора, али обично се односила на команданта римске војске, односно гувернера римске провинције који је у одређеном периоду историје Рима истовремено био и дукс, војни командант. Гувернер провинције је дакле био највиши цивилни службеник у провинцији а као дукс и врховни војни заповедник легија распоређених у његовој провинцији.
Током различитих државних и војних реформи цивилне и војне функције су раздвојене.